# Hanging Houghton
Hanging Houghton är en by i civil parish Lamport, i distriktet West Northamptonshire, i grevskapet Northamptonshire i England. Byn är belägen 13 km från Northampton. Hanging Houghton var en civil parish 1866–1935 när blev den en del av Lamport. Civil parish hade 84 invånare år 1931. Byn nämndes i Domedagsboken (Domesday Book) år 1086, och kallades då Hohtone.